# 印度强奸问题
在印度，強姦（Rape in India）是印度女性常遭受的犯罪，於2012年印度刑案裡，針對女性的罪案的第四名是強姦，而首三名依次是：印度家庭暴力、印度兒童拐卖和綁架、印度性騷擾）。2019年印度有32,033宗有記錄的強姦案（據印度國家罪案記錄局年報），其中94.2%是由熟人所為，另外15.4%的受害者是18歲以下印度兒童。2022年，印度平均每天发生近90宗强奸案。

## 源起
印度身為全球惡性輪姦案件發生最頻繁的國家，對女性的不友善舉世聞名，其源起來自於在印度已經植根了數百年的種姓制度，以及父權至上的社會結構。女性被視作四大種姓以外的第五種姓，是低人一等的存在，甚至只是男性的附屬品，可以被高種姓肆意凌辱。印度的前線警員普遍教育水平不高，受傳統思想所影響，他們對強姦案都抱不以為然的態度，甚至有受害者到警署報案時被警察強姦的情況，致使統計數字遠遠不能反映問題的嚴重程度。

## 旅遊警示
外國人遭到強姦的事件時有發生，導致多個國家發布旅遊警告：「女性遊客在印度旅遊時應謹慎小心，即使是結伴出行；避免在街上叫出租車或在晚上乘坐公共交通工具，尊重當地的著裝規定和習俗，避免前往偏僻地區」。
2013年3月，一對瑞士夫婦從奥拉奇哈騎自行車到阿格拉，決定在達迪亞縣的一個村莊附近露營。當晚，他們被八名當地人毆打和搶劫，男子被制服並綁起來，而39歲的婦女則在村裡當著丈夫的面被輪姦。瑞士政府事後對印度發出了旅遊警告，指出印度「強姦和其他性犯罪案件不斷增加」。

## 文献
1. ↑  Kumar, Radha, , Kumar, Radha  (编), , New Delhi: Zubaan: 128, 2003 [1993], ISBN 9788185107769 Preview.
2. 1 2  ,  (PDF), ncrb.gov.in: 81, （原始内容 (PDF)存档于16 January 2016）
3. ↑  . indiatoday.in. 30 September 2020  [3 October 2020]. （原始内容存档于2022-06-04）.
4. ↑  . dw.com. 2024-08-16  [2024-08-17] （中文）.
5. ↑  . 優視觀點. 2020-02-14.
6. 1 2  . 換日線. 2018-02-02.
7. ↑  潘迪. . BBC中文. 2014-06-14.
8. ↑  See:
  - . gov.uk. UK Government.   [17 March 2015].
  - . travel.gc.ca. Government of Canada. 2014.
  - . travel.state.gov. US Department of State.   [28 June 2017]. （原始内容存档于5 September 2015）.
9. ↑  Staff writer. . BBC News (London). 16 March 2013  [16 March 2013].
10. ↑  Udas, Sumnima. . CNN (United States). 17 March 2013  [17 March 2013].
11. ↑  The Associated Press. . CBC News (Canada). 18 May 2013  [23 March 2014].

## 外部連結
- Video lecture on Rape in India: "Understanding Consent"
- Delhi tops with more than double rape cases in 2013
- The 'two-finger' test discredited[usurped]